# 阿尔夫特
阿尔夫特是德国莱茵兰-普法尔茨州的一个市镇。总面积5.83平方公里，总人口260人，其中男性116人，女性144人（2011年12月31日），人口密度45人/平方公里。